# Трет-Бутанол
трет-Бутанол (трет-бутиловий спирт) — найпростіший третинний спирт. Його хімічна формула (CH3)3COH (інколи записується t-BuOH). трет-Бутанол є одним з чотирьох ізомерних бутанолів.
Це безбарвна рідина з камфороподібним запахом, що замерзає при температурі, близькій до кімнатної. Вона змішується з водою, етанолом та більшістю органічних розчинниках в будь-яких співвідношеннях.

## Отримання
В промисловості трет-бутанол отримують з ізобутану як побічний продукт при синтезі оксиду пропілену. Також його можна отримати каталітичним приєднанням води до ізобутену:
Проста перегонка не дозволяє отримати чистий трет-бутанол оскільки він утворює азеотроп з водою, тим не менше, в в промисловості початкову очистку трет-бутанолу від води проводять додаванням бензену і перегонкою трьохкомпонентної суміші (відгонка азеотропу трет-бутанол-вода-бензен). Менші кількості води видаляють сушкою над CaO, K2CO3, CaSO4 чи MgSO4 з наступною відгонкою. Безводний трет-бутанол отримують подальшою перегонкою з додаванням металічного магнію активованого йодом чи лужними металами. Альтернативно можна використовувати 4 Å молекулярні сита, CaH2 чи навіть фракційну кристалізацію в інертній атмосфері.

## Хімічні властивості
трет-Бутанол може бути депротонований сильними основами утворюючи трет-бутоксил-аніон. Наприклад, кип'ятіння трет-бутанолу з металічним калієм дозволяє отримати типовий реагент органічного синтезу tBuOK
K + tBuOH → tBuO−K+ + 0,5H2

## Використання
трет-Бутанол використовується як розчинник, як денатуруюча добавка до етанолу, як добавка до пального для підняття октанового числа, він також входить до складу деяких сумішей для зняття фарб. трет-Бутанол є проміжною сполукою при синтезі метил-трет-бутилового естеру (MTBE) і трет-бутилгідропероксиду (TBHP).